# لهجة سودانية

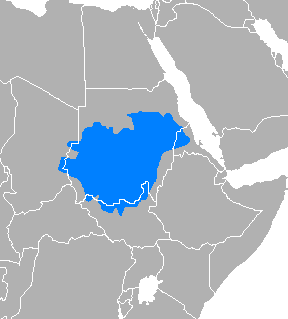
.

اللهجة السودانية هي لهجة عربية تستخدم في الجزء الشمالي من السودان وفي أغلب أواسط البلاد وبصورة خفيفة في جنوب البلاد. واللهجة السودانية أقرب إلى اللهجة الحجازية. كما يلفظ حرف القاف كلفظ الحرف G في اللغة الإنجليزية. اللهجة السودانية تستعير بعض الكلمات من اللغات النوبية، وأيضا تستخدم في جميع أنحاء السودان، وتعتبر رابطا بين الأهالي وتعرف بين المجموعات غير العربية في الجنوب بلهجة جوبا أو عربي جوبا.
تعتبر اللهجة السودانية من أكبر اللهجات العربية المتكلم بها حاليا ويتحدث بها في عدة دول مجاورة. حيث يتكلم بها في غرب إرتريا وشرق تشاد وأفريقيا الوسطى وجنوب السودان.

## أمثلة
- دجاجة = جدادة.
- مطرقة = شاكوش.
- قطة = كديسة وهي من أصل نوبي.
- غرفة = أوضه وأصلها تركي.
- شخص = زول أصلها عربي بمعنى إنسان.
- امرأة = مَرَه
- طفل = شافع (أصلها عربي) من شفع يشفع فهو شافع.
- بنت = بت.
- ولد = ود.
- مرحاض = أدبخانة وأصلها تركي أو دوبلوسيه وأصلها من الإنجليزية (.W.C).
- مستشفى = اسبتالية - شفخانة وأصلها تركي.
- صيدلية = أجزخانة.
- أريد = داير أو عايز.
- جيد = كويس.
- جميل = سَمِح (أصلها عربي).
- أعطي = أدّي (أصلها عربي).
- سيئ أو رديء = كَعَب، شين.
- اجلس = صنقر أو اقعد.
- (البعبع) شخصية لتخويف الأطفال = البعاتي.
- الليلة = اليوم بغض النظر عن الوقت.
- القهوة = الجَبَنَة.
- بارد = ساقط (ومنها) الشتاء = السقط.
- ماذا = شِنو.
- أين = وين.
- نعم = آي.
- الآن = هسع =(هـ هذه، سع الساعة) كما نرى عند اللبنانيين هالساعة.
- ذاهب = ماشي أو رايح.
- ذاك = داك.
- هذا = ده.
- هذه = دي.
- هؤلاء = ديل.
- أولئك = ديلاك.
- يحضر = يجيب.
- غرض = حاجة.
- يترك = يسيب أو يخلي.
- أرغب في الشيء = نفسي في الحاجة دي أو أنا داير كده.
- ملكي= بتاعي أو حقي.
- هيا بنا = أرح أو يلّا.
- كن حذراً = اعمل حسابك.
- إليك عني = زِح.
- هووي نطقها بلانجليزية (Hoi) = تستخدم للتهديد.
- مطبخ = تكل.
- مفرش من السعف مخروم في الوسط يستعمل لدخان العرائس = النطع.
- خزانة ملابس = دولاب (أصلها تركي)
- على طول = طوالي أو دوغري (أصلها تركي)
- متى = مِتين.
- حسناً = تمام.
- ملآن (مكتظ) = مليان.
- استلقي = ارقُد.
- استفاق = صِحَى.
- لوحدي = برَاي.
- غاضب = زهجان.
- انظر = عاين أو شوف.
- اروش = غير مُركّز وأصلها نوبي.
- الحساء = المُلاح.
- جرو = جِريو.
- كرة قدم الشوارع = دافوري.
- حيّ أو قرية = حِلة ومنها (مشينا حلتهم ولعبنا معاهم دافوري).
- تكتك = رَكْشة.
- قوارب الموت (الهجرة غير الشرعية) = سُمبك ومنها لفظة (اتَسمبك فيا) بمعنى تورط فيها.
- غني = مِنَغنِغ ومنها لفظة (منغنغ نغنغا)

بمعنى ازداد غِناً على غِناه.
- اكورك=اصرخ أو اعلي صوتي
- كوريك=المجرفة، وتستخدم للحفر
- كرّاكة=جرافة
- دُق=اضرب
- مُصْلَاية=سجادة الصلاة.
- شِخٌيت=خربشة
- قونة=اسم الفنانات حديثات النشأة اللاتي ظهرن بعد الثورة.
- ساوند=منسق الموسيقى.
- قَلَّاب=شاحنة.

## أسماء الأكلات الشعبية
- العصيدة: معروفة في كل السودان حرفياً وهي عجينة من دقيق (الكسرة) تطبخ في إناء (حلة الرصاص) أو الصاج.
- البوش: وجبة من الفول المصري المحسّن (مُظَبّط) بالتوابل.
- القراصة: نوعان خفيفة وسميكة (تقيلة) وهي أشبه بالخبز العربي غير أنها أكثر رطوبة منه.

## كلمات سودانية ومعانيها
- الشملة : قطعة من الصوف لها استعمالين الشيوخ كانوا يضعوها بدل الشال لصلاة الصبح أيام البرد وهي ضخمة تغطي الجسم كله والاستعمال الثاني يتغطوا به النساء في طقوسهن الخاصة
- التبروقة : قطعة دائرية مصنوعة من سعف النخل مثل سجادة الصلاة التي يصلي بها الإمام
- البرش: مصنوع من جريد النخيل للنوم عليه
- (بيت تاكيب): سجادة مستطيلة للصلاة مصنوعة من جريد النخل
- النطع: قطعة دائرية مصنوعة من السعف مثل التبروقة لكن به فتحة دائرية في المنتصف تستخدم لطقوس النساء الخاصة
- العنقريب: سرير من 8 قطع خشبية عادة يصنع من 3 أعواد اثنين ينقسمو ل 2 والثالث ينقسم ل 4 ويتم نسج خيوط مصنوعة من الجريد هو من تراثنا وذلك لأن أغلب البيوت السودانية كان موجود فيها، وذلك لأهميته لأنه تتم فيه طقوس الجرتك (طقوس الأعراس) كبداية حياتك وتحمل فيه إلى المدفن نهاية حياتك وبعضهم يقول لتتذكر إلى أين يأخذك السرير الذي تنام عليه.
- التكل: هو مطبخ صغير وفيه فتحات صغيرة تسمى طاقات (بترقيق القاف) وهي جمع "طاقة"
- المحِراكة: عبارة عن حجر كبير مائل تستخدم في طحن الذرة وفي آخرها يوجد البرمة.
- البرمة (الخمارة): وهي وعاء من فخار تجمع فيه الذرة المطحونة ويضاف إليها ماء وقليل من الملح وتترك للتخمير ثم تنتقل إلى عملية العواسة.
- العواسة: عملية تحويل سائل العجين إلى كسرة بوضعه على الصاج الساخن.
- الصاج: قطعة حديد مسطحة مربعة توضع على الحجارة ويشغل الحطب تحتها حتى تسخن وتصبح جاهزة.
- القرقريبة: قطعة من السعف (جريد النخل) الجاف تستخدم لتوزيع العجين في الصاج
- الدوارية: إناء فخار يستخدم للطبخ يوضع على اللدايات
- اللدايات: عبارة عن 4 حجارة تحمل الإناء الفخاري تحتها النار.
- المشلعيب: شبكة حبل مربوطة حيث يحافظ علي وعاء الأكل ويعلق بسقف التكل (المطبخ) (لكون)؟؟ بارد ويحافظ على الأكل.
- الطبق: عبارة عن قطعة دائرية مصنوعة من السعف يوضع فيه الكسرة والخضروات ويغطوا به صينية الأكل ليحافظ على حرارته ويبعد الذباب
- النملية: دولاب العرض للعدة والمقتنيات القيمة مثل أوعية الجرتك الآن استبدلت العدة بالشهادات والميداليات والكؤوس والصور.
- السحارة: هي دولاب من الحديد يستخدم لحفظ الممتلكات القيمة.
- النشافة: توضع فيها الأواني بعد الغسيل لتجف.
- الداره: وهي الساحة مكان اللعب.
- امحداره: وهي الدوران الكامل المتكرر حتى يلف رأس لاعبها..
- أم قيردون الحاجة: نوع من الطيور.
- الفروة: سجادة صلاة مصنوعة من جلد الغنم.
- السعن (القربة): إناء لحفظ الماء مصنوع من جلد الغنم.
- الحنقوق: حبل قوي
- الضقل: عبارة عن قطعة من جذع الشجرة الميت عديم الفائدة.
- والتور أبو جاعوره ود اسحاق قرش العجورة وحذر فزر وكروع وشدت والرمة وشليل وينو:::: أسامي ألعاب الأطفال .

## ملامح اللهجة السودانية
من المميزات الساخرة التي تنفرد بها اللهجة السودانية هي إطلاق أسماء على أشياء لا تسمى عادة، مثل موديلات السيارات والموبايلات وموضات الأزياء والمصوغات الذهبية. مثلاً يسمي العامة إحدى موديلات السيارات الفارهة باسم ليلى علوي للشبه بين وجهها ومقدمة السيارة في انتفاخ الأوداج وكناية عن الجمال، وعلى سيارة أخرى يطلقون لقب [إحفظ مالك] كناية عن ثبات قيمتها وبعض الأسماء الأخرى مثل [الدفار] كناية عن التدافع في ركوبها، و[أمجاد]، وغيرها.
ويطلق النساء على موضات الثياب والمشغولات الذهبية أسماء الأحداث الشهيرة التي تواكب ظهور الموضة، فمثلا إحدى موضات الأساور الذهبية سميت [دقة كندا] كناية عن مشاجرة شهيرة وقعت في مطار أوتاوا بكندا بين اثنين من المشاهير، وهناك أزياء سُمّيت 11 سبتمبر ونيفاشا، وموبايلات سميت بأسماء مشاهير مثل سيلفا كير وغيرها.
وهناك أيضاً ميّزة المؤثرات الصوتية والحركية في العامية السودانية التي قلَّ ما يوجد مثلها إذا لم ينعدم، بمعنى أنَّ هنالك مثلا بعض الردود السريعة بصوت فموي سريع يشبه لفظ حرف الشين بصورة سريعة وهذا يعني الرفض أو كلمة [لا]، وفي المقابل توجد فرقعة صغيرة تصدر من بين اللسان وسقف الفم تعني كلمة [نعم]، وهنالك الفاظ محاكاة صوتية ترافق الكلام، إذ يمكن لشخص يتحدث مثلاً عن طرقه للباب، أن يقول: خبطت الباب [كو كو كو]. محاكياً صوت الطرق.
ومن ضمن هذه المؤثرات الصوتية أيضاً مثلاً أن يأتي أحدهم إليك مسرعاً فيقول لك (جيتك سريع فررررر أو جيتك فللي)، وأيضاً يقال (بردلب بضم الباء واللام وقع) كناية عن السقوط وإلخ.
وعادة ما تكون هذه المؤثرات الصوتية موضع دهشة ضيوف وزوار السودان .